# Gay and Lesbian Coalition of Kenya
La Gay and Lesbian Coalition of Kenya (GALCK) est un regroupement d'associations kényanes de défense des droits et libertés des lesbiennes, gays, bisexuels et transgenres.

## Historique
La coalition s'est créée en mai 2006 à l'initiative d'Urgent Action Fund, une association kényane pour les droits des femmes.
En 2008, la GALCK ouvre un centre de ressources à Nairobi.
Elle travaille avec le National AIDS Control Council du Kenya pour la prévention du sida.
En 2016, la GALCK a publiquement protesté contre la politique de l'Ouganda concernant les LGBT.

## Associations rassemblées
En 2012, la GALCK rassemblait les associations : 
- ISHTAR MSM, association attachée à la santé des Hommes ayant des rapports sexuels avec des hommes,
- Gay Kenya, organisation de lutte contre les discriminations et pour les droits humains,
- Minority Women in Action, association de défense des droits des femmes LGBT,
- Transgender Education and Advocacy, association pour l'aide aux transgenres et pour leur acceptation dans la société,
- Afra Kenya, association d'artistes pour la reconnaissance et l'acceptation,
- PEMA Kenya, association de personnes marginalisées et lésées.